# Earls Colne
Earls Colne är en by och en civil parish i Braintree i Essex i England. Orten har 3 389 invånare (2001). Den har en kyrka.